# Tennant Creek
Tennant Creek es la quinta ciudad del Territorio del Norte de Australia y se ubica sobre la carretera Stuart.

## Características generales

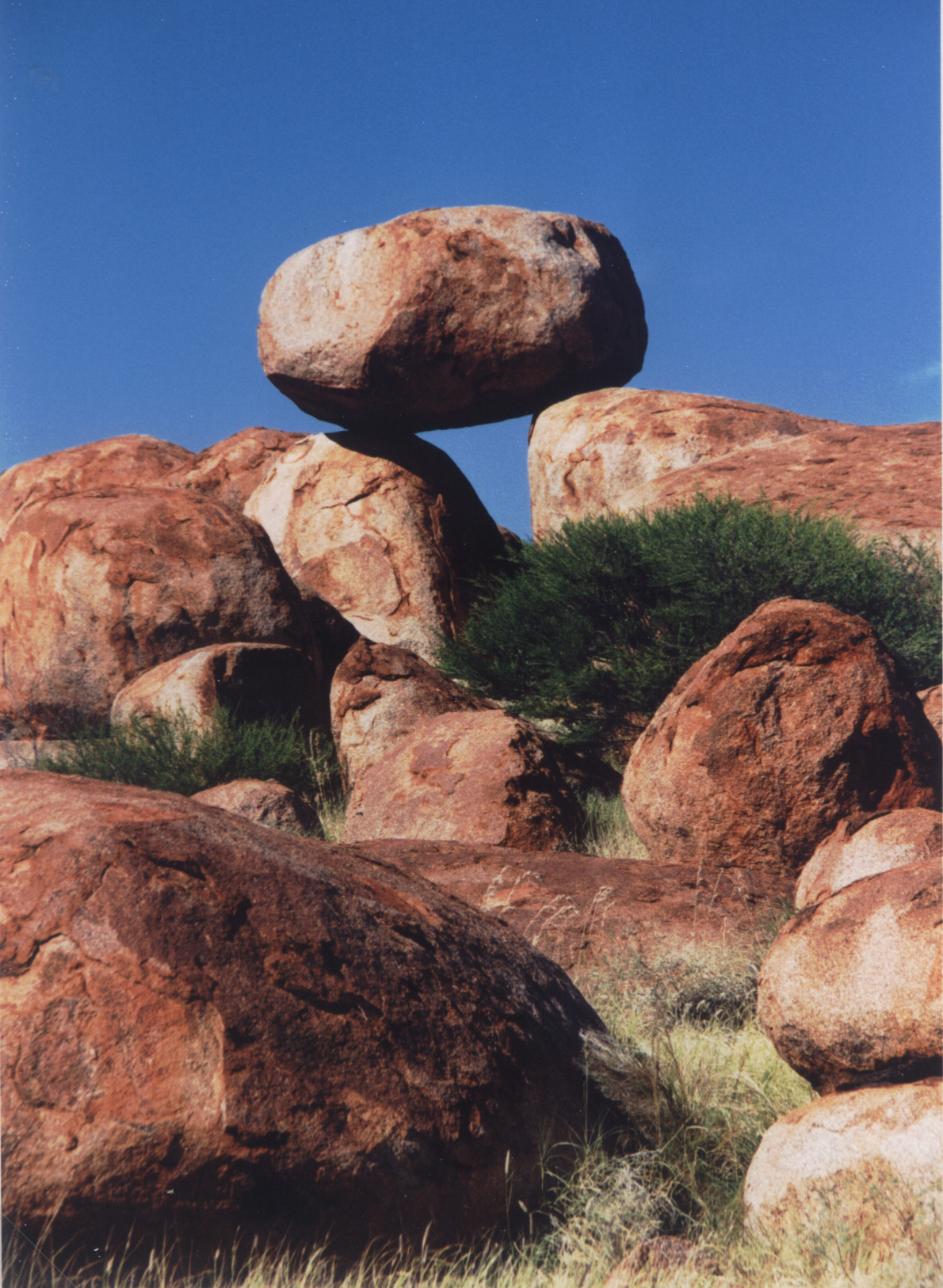
Rocas Karlu Karlu

La localidad se encuentra a 989 km al sur de Darwin y a 500 km al norte de Alice Springs. Debe su nombre a un curso de agua que fluye por la región. El censo del año 2001 registraba una población de 3.185 habitantes, de los cuales 1.176 se identificaron como aborígenes.
La localidad cuenta con atracciones como los Karlu Karlu, la presa Mary Ann, el centro de Minería de Battery Hill y el Centro Cultural Nyinkka Nyunyu. Es asimismo, el centro de la región de Meseta de Barkly, unas mesetas elevadas de suelos negros con abundante astrebla que con más 240.000 km² de superficie tienen un área similar a la de Reino Unido. La ciudad se encuentra en el extremo occidental de la Meseta de Barkly que limita al este con Queensland. 
En la región se encuentran las grandes autopistas, Barkly y la Stuart, así como las vías Overlander (o autopista Barkly) y Explorer, la primera de las cuales sigue la ruta de los primeros ganaderos, que llevaban las reses de Queensland a las tierras de pastoreo del Territorio del Norte.